# Willi Muth
Wilhelm Ewald „Willi“ Muth, auch Willy Muth, (* 13. Oktober 1899 in Elberfeld; † 25. Januar 1935 in Wuppertal) war ein deutscher Kommunist und Widerstandskämpfer gegen das NS-Regime.

## Leben
1917 wurde Willi Muth zum Militär einzogen, im Jahr darauf desertierte er. Anschließend engagierte er sich in der sozialistischen Jugendbewegung. Gemeinsam mit seinem Bruder Heinrich schloss er sich später der Freien Jugend Morgenröte (FJM) an, einer anarchischen Organisation, deren Vorsitzender er Anfang der 1920er Jahre wurde. Die Mitglieder der FJM waren Aussteiger, die in einer selbstgebauten Hütte in Elberfeld lebten. Man hielt viel von „freier Liebe und Nacktkultur, spielte Gitarre und singt“. Bekannte beschrieben ihn als freundlichen und warmherzigen Menschen, ein „Vagabund aus Überzeugung“ und „Hippie der 20er Jahre“.
Auch wurde Muth Mitglied der anarchosyndikalistischen Freien Arbeiter Union Deutschlands. Nach Auflösung der FJM schloss er sich der KPD und heiratete die Parteigenossin Cläre Riedesel.
Nach der „Machtergreifung“ durch die Nationalsozialisten im Januar 1933 organisierte das Ehepaar Muth den Wiederaufbau der KPD in Wuppertal. Zwar konnten sie einer ersten Verhaftungswelle entgehen, wurden aber überwacht. Am 17. Januar 1935 wurde Willi Muth verhaftet, als er sich mit zwei anderen Aktivisten, Wilhelm Recks aus Solingen und dem Elberfelder Otto Heyler, treffen wollte; vermutlich wurde das Treffen von einem V-Mann der Gestapo innerhalb der KPD verraten. Als Cläre Muth klar wurde, dass ihr Mann verhaftet worden war, versteckte sie sich bei Freunden in einer Mansarde und floh anschließend mit Hilfe ihres Schwagers Heinrich in die Niederlande, wo sie vom Tod ihres Mannes erfuhr.
Willi Muth starb am 25. Januar 1935 um 4 Uhr morgens im Polizeigefängnis in der Von-der-Heydts-Gasse. Die Gestapo stellte fest, Muth habe sich mit einem „Selbstbinder an einem Eisenring in der Zelle des Polizeigefängnisses erhängt“. Die Zeitungen in den Exilländern und die illegalen Flugblätter schrieben später, dass Willy Muths Leiche „Brandwunden an Händen und Füßen aufwies, sein Gesicht entstellt und am Hals schwarze Striemen zu sehen waren“, aber er hatte trotz der erlittenen Folterung niemandem verraten. Ob er ermordet wurde oder sich selbst das Leben nahm, „um die laufenden Untersuchungen zu erschweren und die anderen Beteiligten zu schonen“, so die Gestapo, konnte nie geklärt werden.
Muths Ehefrau Cläre, die 1942 in Mexiko ein zweites Mal geheiratet hatte und nun Cläre Quast hieß, kehrte nach dem Zweiten Weltkrieg nach Deutschland zurück und engagierte sich in der Gewerkschaftsbewegung der DDR.